# Triklien kristalstelsel
Een triklien kristalstelsel is een bepaald type kristalstelsel dat veel onregelmatiger van structuur is dan de overige kristalstelsels. Kenmerkend voor dit soort kristalstelsel is dat geen enkel kristalvlak dezelfde afmetingen heeft (a ≠ b ≠ c) en dat geen van de kristalvlakken loodrecht staat op de andere. Het assenstelsel bestaat dus uit drie assen (a, b en c) van ongelijke lengte en bovendien zijn de hoeken waaronder de assen staan telkens anders (α ≠ β ≠ γ ≠ 90°). Het is dan ook vrij moeilijk om op het eerste gezicht te bepalen of een kristal triklien is of niet. Om dit aan te tonen wordt meestal röntgendiffractie gebruikt.
Ondanks hun onregelmatige bouw, komen trikliene kristallen veelvuldig voor in de natuur. Hoewel het kristalstelsel weinig symmetrie vertoont, zijn de kristalvlakken soms toch van gelijke grootte. De belangrijkste eigenschap van symmetrie bij kristallen slaat immers niet op de vlakken, maar op de hoeken ertussen.
Het triklien kristalstelsel wordt naar puntgroep onderverdeeld in twee klassen:
- Asymmetrisch triklien, puntgroep 1
- Triklien met een centrumsymmetrie, puntgroep 1

Trikliene kristallen kunnen de vorm hebben van pinakoïde. Deze vorm staat bekend als de zogenaamde open vorm, omdat ze niet zelfstandig als een compleet meetkundig lichaam kan voorkomen. Ze kan enkel in combinatie met andere vormen een kristal vormen. Het bekendste voorbeeld van een triklien pinokoïdaal kristal is albiet.
Triklien komt uit het Grieks: τρι, tri betekent drie en κλινειν, klinein hellen. Het betekent dus: hellen naar drie kanten.

## Bravaistralies

Er is een triklien bravaistralie:

## Mineralen met een triklien kristalstelsel
- Abenakiiet
- Abelsoniet
- Abhuriet
- Albiet
- Alunogeen
- Amblygoniet
- Analciem
- Andesien
- Anorthiet
- Anorthoklaas
- Astrofylliet
- Axiniet
- Babingtoniet
- Baileychloor
- Bustamiet
- β-roseliet
- Bytowniet
- Chabaziet
- Chalcanthiet
- Chalcedoon
- Chloritoïd
- Copiapiet
- Diadochiet
- Elbaiet
- Ilmeniet
- Johanniet
- Jokokuiet
- Kaolien
- Koper(II)sulfaat
- Kyaniet
- Labradoriet
- Larimar
- Leucofaan
- Lopeziet
- Microklien
- Okeniet
- Oligoklaas
- Pectoliet
- Pyrofylliet
- Pyroxferroiet
- Rhodoniet
- Rubiklien
- Saffirien
- Sassoliet
- Stilpnomelaan
- Tridymiet
- Turkoois
- Ulexiet
- Weloganiet
- Wollastoniet

triklien · monoklien · orthorombisch · tetragonaal · trigonaal · hexagonaal · kubisch